# Gesellschaft von dem Stern
Die Gesellschaft von dem Stern war eine am 23. August 1370 in Freiburg im Breisgau gegründete Adelsgesellschaft.

## Geschichte

### Entstehung
Wohl ausgehend vom Freiburger Adelsgeschlecht Schnewlin wurde am 23. August 1370 in Freiburg im Breisgau die Adelsgesellschaft „von dem Stern“, auch „vom Sternen“ genannt, als ein Freundschaftsvertrag zwischen den Adligen der Stadt Freiburg und den Herren Albrecht und Leopold von Habsburg gegründet. Ob nur Adlige oder auch Vertreter der einzelnen Zünfte als Mitglieder zugelassen wurden, ist nicht klar ersichtlich. Die überwiegende Mehrheit der Gründungsmitglieder ist jedoch klar den Freiburger Adelskreisen zuordenbar, was dies als Aufnahmekriterium annehmen lässt. Als Vorstand wurden die fünf Hauptmänner Hesse Snewli im Hofe, der Schultheiß von Freiburg Cuonrat Snewli, der Ritter Cuonrat Meinwart, Johans Meigernieß der elter und Heinrich von Kilchein der iunger gewählt. Neben den fünf Hauptleuten besiegelten den Bund her Diethrich Snewlins im Hof, her Heinrich Turners, her Heinrichs von Munzingen, her Cuonrat Snewlins Bernlapen, her Peterman Snewlins, her Johans Ruofen von Wiswilr, her Hug Tröschen, her Ruodolf Statzen rittere, Cuonrat Gebens und Peters von Fürstenberg.

### Auswirkung
Zu bemerken ist, dass sich nicht alle Freiburger Adelsfamilien diesem Bund anschlossen. So fehlen wichtige Freiburger Adelsgeschlechter wie die Grafen von Freiburg, die Markgrafen von Hachberg, die Herren Malterer, die Herren von Falkenstein, die Herren Küchlin, die Herren von Keppenbach etc. Wie es scheint, fand eine gewisse Spaltung der Freiburger Adelsgesellschaft statt, wobei sich ein Teil eng an die Seite der Stadt Freiburg stellte und der andere Teil sich an die Grafenhäuser von Freiburg und Hachberg anlehnte. Es macht den Eindruck, dass diese Trennung selbst Familien durchzog. So finden sich am Beispiel des Freiburger Adelsgeschlechts Geben die Nebenlinien der Geben-Münzmeister, Baner-Geben, Geben-Schüser und Müller-Geben nicht, die Nebenlinien Bla-Geben, Geben-Sigstein und von Hagenau jedoch sehr wohl unter den Mitgliedern der Gesellschaft vom Sternen.

### Beweggründe
Wie es scheint, war die Gründung der Gesellschaft von dem Stern eine Reaktion auf einen bereits am 28. Juni 1367 geschlossenen Bund des Grafen Egino von Freiburg, der offensichtlich gegen die Stadt Freiburg gerichtet war.
Beim Krieg zwischen der Stadt Freiburg und dem Grafen Egino von Freiburg hatten sich die Helfer des Grafen auf dessen Veranlassung zu einem Bund zusammengeschlossen. Dazu zählten der Markgraf Otto von Hachberg, Heinrich von Geroltseck-Tübingen, Heinrich von Geroltseck-Lahr, die Brüder Johann und Hesse von Uesenberg, Martin Malterer sowie Johann von Schwarzenberg. Der eigentliche Bund muss jedoch aus mehr Mitgliedern bestanden haben, wie dies aus den Sühnebriefen vom 30. März 1368 hervorgeht. So werden als Bundesgenossen des Grafen von Freiburg auch der Edelknecht Hanmann von Weissweile, Ulrich Walther, Otto und Gottfried von Staufen, Graf Simon von Thierstein sowie Walther von der Dicke genannt.

## Liste der Gründungsmitglieder
Insgesamt wurden bei der Gründung 62 Mitglieder aufgenommen. Die Liste der Gründungsmitglieder ist alphabetisch geordnet, um einen besseren Überblick über die einzelnen Familien zu bekommen. Da die Rangfolge der Nennung in Urkunden aus dieser Zeit auch einen Einblick über die Ständische Ordnung gibt, ist die Reihenfolge in der ersten Spalte mit angegeben.
| Reihenfolge – Nennung | Geschlecht                | Name laut Urkunde | Vornamen   | Anmerkung | Quelle                                                          | Wappen |
| --------------------- | ------------------------- | ----------------- | ---------- | --- | --------------------------------------------------------------- | ------ |
| 23                    | Aetscher                  | Atscher           | Henni      | altes Freiburger Adelsgeschlecht | Heinrich Schreiber: Urkundenbuch der Stadt Freiburg im Breisgau |        |
| 62                    | Baldinger                 | Baldinger         | Anthonie   | | Heinrich Schreiber: Urkundenbuch der Stadt Freiburg im Breisgau |        |
| 59                    | Beler                     | Beler             | Henni      | Adelsgeschlecht | Heinrich Schreiber: Urkundenbuch der Stadt Freiburg im Breisgau |        |
| 21                    | Brehter                   | Brehter           | Heinrich   | | Heinrich Schreiber: Urkundenbuch der Stadt Freiburg im Breisgau |        |
| 33                    | Degelin                   | Tegenli           | Gregorie   | Adelsgeschlecht | Heinrich Schreiber: Urkundenbuch der Stadt Freiburg im Breisgau |        |
| 34                    | Degelin                   | Tegenli           | Henni      | „Jöselins sun“ Adelsgeschlecht | Heinrich Schreiber: Urkundenbuch der Stadt Freiburg im Breisgau |        |
| 46                    | von Fürstenberg (?)       | von Fürstenberg   | Peter      | Fraglich ob dieser zur gleichnamigen Fürstenfamilie gehört. | Heinrich Schreiber: Urkundenbuch der Stadt Freiburg im Breisgau |        |
| 38                    | Geben                     | Geben             | Cuonrat    | | Heinrich Schreiber: Urkundenbuch der Stadt Freiburg im Breisgau |        |
| 24                    | Geben-Blageben            | Blageben          | Heinrich   | Nebenlinie der Herren Geben mit dem Beinamen Blageben | Heinrich Schreiber: Urkundenbuch der Stadt Freiburg im Breisgau |        |
| 52                    | Geben-Sigstein            | Sigstein          | Franz      | Nebenlinie der Herren Geben mit dem Beinamen Sigstein. | Heinrich Schreiber: Urkundenbuch der Stadt Freiburg im Breisgau |        |
| 51                    | Geben-Sigstein            | Sigstein          | Henni      | „der iunger“ Nebenlinie der Herren Geben mit dem Beinamen Sigstein. Tod vor dem 22. Februar 1380. | Heinrich Schreiber: Urkundenbuch der Stadt Freiburg im Breisgau |        |
| 56                    | von Hagenau               | von Hagenow       | Burkart    | Nebenlinie der Herren Geben mit dem Beinamen von Hagenau. | Heinrich Schreiber: Urkundenbuch der Stadt Freiburg im Breisgau |        |
| 55                    | von Hagenau               | von Hagenow       | Cuonrat    | Nebenlinie der Herren Geben mit dem Beinamen von Hagenau. | Heinrich Schreiber: Urkundenbuch der Stadt Freiburg im Breisgau |        |
| 18                    | Hesenler                  | Hesenler          | Wilhelm    | | Heinrich Schreiber: Urkundenbuch der Stadt Freiburg im Breisgau |        |
| 26                    | von Keppenbach            | von Keppenbach    | Humel      | Gefallen in der Schlacht bei Sempach. | Heinrich Schreiber: Urkundenbuch der Stadt Freiburg im Breisgau |        |
| 45                    | von Kilchheim             | von Kilchein      | Burkart    | Adelsgeschlecht | Heinrich Schreiber: Urkundenbuch der Stadt Freiburg im Breisgau |        |
| 44                    | von Kilchheim             | von Kilchein      | Henni      | Adelsgeschlecht | Heinrich Schreiber: Urkundenbuch der Stadt Freiburg im Breisgau |        |
| 42                    | von Kilchheim             | von Kilchein      | Heinrich   | „der iunge“ Adelsgeschlecht | Heinrich Schreiber: Urkundenbuch der Stadt Freiburg im Breisgau |        |
| 43                    | von Kilchheim             | von Kilchein      | Thoman     | Adelsgeschlecht | Heinrich Schreiber: Urkundenbuch der Stadt Freiburg im Breisgau |        |
| 19                    | von Kippenheim            | von Kippenheim    | Cuonrat    | Adelsgeschlecht; als Vetter des Geben-Baner bezeichnet. | Heinrich Schreiber: Urkundenbuch der Stadt Freiburg im Breisgau |        |
| 48                    | Lermündeli                | Lermündeli        | Heinrich   | Der eigentliche Familienname dieses Geschlechts war Goltsmit. | Heinrich Schreiber: Urkundenbuch der Stadt Freiburg im Breisgau |        |
| 50                    | Lermündeli                | Lermündeli        | Henni      | Der eigentliche Familienname dieses Geschlechts war Goltsmit. | Heinrich Schreiber: Urkundenbuch der Stadt Freiburg im Breisgau |        |
| 49                    | Lermündeli                | Lermündeli        | Herman     | Verheiratet mit Margaretha Hefenler, einem reich begüterten Adelsgeschlecht von Freiburg. Der eigentliche Familienname dieses Geschlechts war Goltsmit. Hermann Goldsmid wird 1364 als Bruder der Gattin Johann Meyer-Niessen (Megernies) bezeichnet. | Heinrich Schreiber: Urkundenbuch der Stadt Freiburg im Breisgau |        |
| 30                    | Luepp                     | Lupe              | Henni      | Adelsgeschlecht | Heinrich Schreiber: Urkundenbuch der Stadt Freiburg im Breisgau |        |
| 31                    | Luepp                     | Lupe              | Franz      | Adelsgeschlecht | Heinrich Schreiber: Urkundenbuch der Stadt Freiburg im Breisgau |        |
| 29                    | Meyer-Niessen             | Meigernieß        | Heinrich   | Stammes- und Wappenverwandte der Herren Geben | Heinrich Schreiber: Urkundenbuch der Stadt Freiburg im Breisgau |        |
| 28                    | Meyer-Niessen             | Meigerniesse      | Henni      | Stammes- und Wappenverwandte der Herren Geben; „der iunger“ | Heinrich Schreiber: Urkundenbuch der Stadt Freiburg im Breisgau |        |
| 17                    | Meyer-Niessen             | Meigerniesse      | Johans     | Stammes- und Wappenverwandte der Herren Geben; möglicherweise handelt es sich bei „Johans“ um den hachbergischen Bannerträger bei der Schlacht bei Sempach. Dieser wird jedoch i. d. Regel nicht als „Johans“, sondern als „Henman“ bezeichnet. Johann Meigernies 1359, Pfleger der Kinder des † Götz Liebermann 1363; als Bruder seiner Gattin wird 1364 Hermann Goldsmid (Lermündeli) bezeichnet. | Heinrich Schreiber: Urkundenbuch der Stadt Freiburg im Breisgau |        |
| 12                    | Meinwart                  | Meinwart          | Cuonrat    | Adelsgeschlecht; das Wappen zeigt auffallende Ähnlichkeit mit dem der Herren Geben. Der Ritter Johannes Meinwart nennt 1378 Cunrat Schnewlin, den Schultheissen seinen Onkel. | Heinrich Schreiber: Urkundenbuch der Stadt Freiburg im Breisgau |        |
| 11                    | Meinwart                  | Meinwart          | Johans     | Adelsgeschlecht | Heinrich Schreiber: Urkundenbuch der Stadt Freiburg im Breisgau |        |
| 5                     | von Munzingen             | von Munzingen     | Heinrich   | Adelsgeschlecht | Heinrich Schreiber: Urkundenbuch der Stadt Freiburg im Breisgau |        |
| 37                    | Rauber                    | Ruober            | Heinrich   | Adelsgeschlecht | Heinrich Schreiber: Urkundenbuch der Stadt Freiburg im Breisgau |        |
| 57                    | von Riehen                | von Richein       | Cuonrat    | Adelsgeschlecht | Heinrich Schreiber: Urkundenbuch der Stadt Freiburg im Breisgau |        |
| 58                    | von Riehen                | von Richein       | Paulus     | Adelsgeschlecht | Heinrich Schreiber: Urkundenbuch der Stadt Freiburg im Breisgau |        |
| 6                     | Ruof (Schnewlin-Wißwihl?) | Ruof von Wiswilr  | Johans     | | Heinrich Schreiber: Urkundenbuch der Stadt Freiburg im Breisgau |        |
| 2                     | Schnewlin                 | Snewli            | Cuonrat    | Schultheiß von Freiburg | Heinrich Schreiber: Urkundenbuch der Stadt Freiburg im Breisgau |        |
| 14                    | Schnewlin                 | Snewli            | Otman      | | Heinrich Schreiber: Urkundenbuch der Stadt Freiburg im Breisgau |        |
| 9                     | Schnewlin                 | Snewli            | Peterman   | | Heinrich Schreiber: Urkundenbuch der Stadt Freiburg im Breisgau |        |
| 7                     | Schnewlin – Berenlapp     | Snewli Bernlape   | Cuonrat    | Linie Schnewlin-Berenlapp | Heinrich Schreiber: Urkundenbuch der Stadt Freiburg im Breisgau |        |
| 8                     | Schnewlin – Berenlapp     | Snewli Bernlape   | Diethrich  | Linie Schnewlin-Berenlapp | Heinrich Schreiber: Urkundenbuch der Stadt Freiburg im Breisgau |        |
| 32                    | Schnewlin – Berenlapp     | Snewli Bernlape   | Ruodolf    | Linie Schnewlin-Berenlapp; „der iunge“ | Heinrich Schreiber: Urkundenbuch der Stadt Freiburg im Breisgau |        |
| 3                     | Schnewlin – Im Hof        | Snewli im Hof     | Dietherich | | Heinrich Schreiber: Urkundenbuch der Stadt Freiburg im Breisgau |        |
| 1                     | Schnewlin – Im Hof        | Snewli im Hof     | Hesse      | | Heinrich Schreiber: Urkundenbuch der Stadt Freiburg im Breisgau |        |
| 20                    | Schnewlin – Im Hof        | Snewli im Hofe    | Hesse      | | Heinrich Schreiber: Urkundenbuch der Stadt Freiburg im Breisgau |        |
| 10                    | Schnewlin – Im Hof        | Snewli im Hof     |            | | Heinrich Schreiber: Urkundenbuch der Stadt Freiburg im Breisgau |        |
| 22                    | Schnewlin – Kotz          | Kotz              | Andres     | | Heinrich Schreiber: Urkundenbuch der Stadt Freiburg im Breisgau |        |
| 13                    | Schnewlin – Kotz          | Kotz              | Paulus     | | Heinrich Schreiber: Urkundenbuch der Stadt Freiburg im Breisgau |        |
| 25                    | Schnewlin – Kung          | Snewli Kung       | Henni      | | Heinrich Schreiber: Urkundenbuch der Stadt Freiburg im Breisgau |        |
| 60                    | Sigelman                  | Sigelman          | Henni      | | Heinrich Schreiber: Urkundenbuch der Stadt Freiburg im Breisgau |        |
| 61                    | Sigelman                  | Sigelman          | Killi      | | Heinrich Schreiber: Urkundenbuch der Stadt Freiburg im Breisgau |        |
| 54                    | Soler                     | Soler             | Rüdi       | | Heinrich Schreiber: Urkundenbuch der Stadt Freiburg im Breisgau |        |
| 41                    | Statz                     | Statz             | Burkli     | | Heinrich Schreiber: Urkundenbuch der Stadt Freiburg im Breisgau |        |
| 40                    | Statz                     | Statz             | Claus      | | Heinrich Schreiber: Urkundenbuch der Stadt Freiburg im Breisgau |        |
| 39                    | Statz                     | Statze            | Cuonrat    | Gefallen in der Schlacht bei Sempach. | Heinrich Schreiber: Urkundenbuch der Stadt Freiburg im Breisgau |        |
| 16                    | Statz                     | Statze            | Ruodolf    | „rittere“ | Heinrich Schreiber: Urkundenbuch der Stadt Freiburg im Breisgau |        |
| 36                    | Steinmeyer                | Steinmeyer        | Hanman     | Ein Edelknecht Johann Steinmeyer war mit Anna von Tußlingen, einem Freiburger Adelsgeschlecht, verheiratet. | Heinrich Schreiber: Urkundenbuch der Stadt Freiburg im Breisgau |        |
| 53                    | von Tannheim              | von Tanheim       | Rüdi       | Edelknecht | Heinrich Schreiber: Urkundenbuch der Stadt Freiburg im Breisgau |        |
| 47                    | Turner                    | Turner            | Hanman     | „der iunge“ | Heinrich Schreiber: Urkundenbuch der Stadt Freiburg im Breisgau |        |
| 4                     | Turner                    | Turner            | Heinrich   | Bürgermeister von Freiburg | Heinrich Schreiber: Urkundenbuch der Stadt Freiburg im Breisgau |        |
| 15                    | Trösch                    | Trösche           | Hug        | Stammes- und Wappengenossen der Herren von Urberg; erwähnt 1357, 1366, 1368, tot 1388. Sein Sohn Hüglin (erw. 1388) wird nicht als Gründungsmitglied genannt. | Heinrich Schreiber: Urkundenbuch der Stadt Freiburg im Breisgau |        |
| 27                    | von Vra                   | von Vra           | Werli      | | Heinrich Schreiber: Urkundenbuch der Stadt Freiburg im Breisgau |        |
| 35                    | von Wiggershein           | von Wiggershein   | Cuone      | | Heinrich Schreiber: Urkundenbuch der Stadt Freiburg im Breisgau |        |